# 미드나잇 미트 트레인
《미드나잇 미트 트레인》(영어: The Midnight Meat Train)은 2008년 개봉한 미국의 공포 영화이다. 기타무라 류헤이가 감독하고 제프 뷸러가 각본을 썼다. 클라이브 바커의 1984년 단편 소설 Volume of Blood을 기반으로 하고 있다. 이 영화에는 브래들리 쿠퍼, 레슬리 비브, 브룩 실즈, 로저 바트, 테드 레이미와 비니 존스가 출연한다. 제작에는 톰 로젠버그의 레이크쇼어 엔터테인먼트에서 참여하고, 2008년 8월 1일 미국에서 개봉하였다.

## 줄거리
도시를 기반으로 활동하는 사진작가 레온 코프먼은 거리에서 삶의 독특하고 거친 장면을 포착하고 싶어 한다. 그는 갤러리 주인 수잔 호프가 자신에게 큰 기회를 주는 대신 충분히 위험을 감수하지 않는다고 비난하자 좌절한다. 용기를 얻은 레온은 밤에 도시 지하철 시스템으로 향하고, 그곳에서 임박한 성폭행 현장을 사진으로 찍은 후 여성을 구한다. 여성은 레온에게 키스한 뒤 지하철을 타러 달아난다. 다음 날, 레온은 자신이 마주쳤던 여성이 실종되었다는 것을 알게 된다. 흥미를 느낀 그는 비슷한 실종 사건 보고서를 조사한다. 레온의 조사는 그를 마호가니라는 이름의 정육점 주인에게 이끈다. 그는 마호가니가 지난 3년간 지하철 승객들을 살해해 왔다고 의심한다.
레온은 자신의 사진을 경찰에 제출하지만, 경찰은 그의 주장을 일축한다. 레온의 개입은 빠르게 어두운 강박증으로 변하여 여자친구 마야와의 관계에 부담을 준다. 레온은 밤의 마지막 지하철 열차에 마호가니를 뒤쫓아가지만, 그가 여러 승객을 살해하고 시체를 고기 갈고리에 매다는 것을 목격한다. 마호가니와의 짧은 몸싸움 후 레온은 열차에서 기절하고, 다음 날 아침 도살장에서 깨어나 보니 가슴에 이상한 문양이 새겨져 있다.
레온의 행동을 걱정한 마야와 그녀의 친구 유르기스는 마호가니의 사진을 조사하고, 이는 그들을 살인자의 아파트로 이끈다. 침입 후 유르기스는 붙잡히지만, 마야는 100년이 넘는 지하철 살인 기록이 담긴 시간표를 가지고 탈출한다. 그녀는 경찰에 가지만 경찰은 여전히 살인 사건에 대해 회의적이다. 경찰 형사 린 해들리가 마야에게 시간표를 돌려달라고 압력을 가하자, 그녀는 격렬하게 답변을 요구한다. 해들리는 마지못해 유르기스를 찾기 위해 자정 열차를 타라고 지시한다. 동시에 레온은 도살장 내 숨겨진 지하철 입구로 향하고, 여러 개의 칼로 무장한다.
레온은 마호가니가 최근 살인을 마치고 무방비 상태의 마야를 구석에 몰기 직전에 열차에 탑승한다. 그는 칼로 마호가니를 공격하고, 둘은 흔들리는 사람 살덩이 사이에서 싸운다. 사람의 신체 부위가 찢기고, 던져지고, 무기로 사용된다. 고기 갈고리에 매달려 있던 유르기스는 내장이 찢겨져 죽는다. 열차는 최종 정류장에 도착하는데, 그곳은 해골과 부패한 시체로 가득 찬 거대한 폐역이다. 곧 차장이 나타나 레온과 마야에게 "고기에서 떨어지라"고 말한다. 파충류 같은 생물들이 칸에 들어와 살해된 승객들의 시체를 먹기 시작하면서 폐역의 진정한 목적이 드러난다. 레온과 마야는 동굴 속으로 도망친다. 상처 입은 마호가니가 다시 나타나 레온과 싸우고, 레온은 부러진 대퇴골을 마호가니의 목에 찔러 그를 죽인다.
같은 차장이 레온에게 지하철이 건설되기 훨씬 전부터 이 생물들이 도시 아래에 살았으며, 도축업자의 일은 낮에 지하철 승객을 공격하지 못하도록 매일 밤 그들에게 먹이를 주는 것이라고 말한다. 그는 약해진 레온을 들어 올리고, 마호가니와 같은 초자연적인 힘으로 레온의 혀를 찢어 먹는다. 차장은 의식을 잃고 뼈 더미 위에 누워 있는 마야에게 레온의 주의를 끈다. 차장은 레온에게 마야의 가슴을 열고 심장을 꺼내는 것을 강제로 보게 한다. 그는 도축업자를 죽였으니 레온이 그 자리를 대신해야 한다고 말한다.
얼마 후, 해들리는 생물들에게 먹이를 주는 집단의 상징이 새겨진 반지를 낀 새로운 "도축업자"에게 열차 시간표를 건넨다. 도축업자는 자정 열차에 탑승하는 레온으로 밝혀진다.

## 출연
- 브래들리 쿠퍼 - 리언 코프먼 역
- 레슬리 비브 - 마야 존스 역
- 브룩 실즈 - 수전 호프 역
- 로저 바트 - 유르기스 역
- 테드 레이미 - 랜들 쿠퍼 역
- 비니 존스 - 마호가니 역
- 피터 제이컵슨 - 오토 역

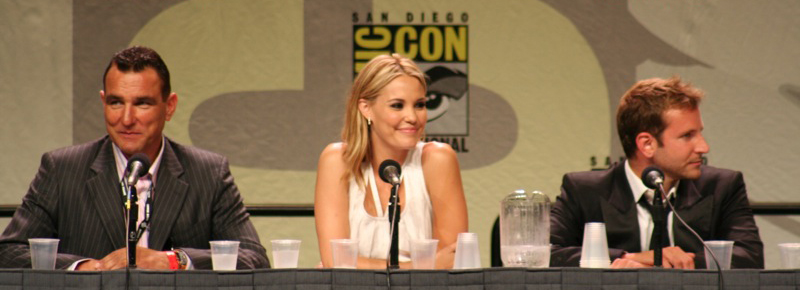
2007년 7월, 샌디에이고 코믹콘 인터내셔널에서 프로모션 중인 비니 존스, 레슬리 비브, 브래들리 쿠퍼.

- 바버라 이브 해리스 - 린 해들리 형사 역
- 토니 커런 - 운전기사 역
- 스테퍼니 메이스 - 리 쿠퍼 역
- 퀸턴 잭슨 - 수호 천사 역
- 앨런 말도나도 - 갱뱅거 두목 역